# Grup de la humboldtina
El grup de la humboldtina és un grup de minerals format per cinc minerals orgànics, tots ells oxalats que cristal·litzen en el sistema monoclínic, amb el grup espacial C2/c. Aquestes quatre espècies són: andreibulakhita, gluixinskita, humboldtina, katsarosita i lindbergita.
| Espècie         | Fórmula         |
| --------------- | --------------- |
| Andreibulakhita | Ni(C₂O₄)·2H₂O   |
| Gluixinskita    | Mg(C₂O₄)·2H₂O   |
| Humboldtina     | Fe2+(C₂O₄)·2H₂O |
| Katsarosita     | Zn(C₂O₄)·2H₂O   |
| Lindbergita     | Mn2+(C₂O₄)·2H₂O |

Segons la classificació de Nickel-Strunz els minerals d'aquest grup pertanyen a "10.AB - Sals d'àcids orgànics: oxalats» juntament amb els següents minerals: moolooïta, stepanovita, minguzzita, wheatleyita, zhemchuzhnikovita, weddel·lita, whewel·lita, caoxita, oxammita, natroxalat, coskrenita-(Ce), levinsonita-(Y), zugshunstita-(Ce) i novgorodovaïta.